# Tok (systémová dynamika)
Tok (též toková veličina) je v systémové dynamice jedna ze dvou zobecněných výkonových veličin: Platí totiž, že tok * úsilí = energetický výkon, tedy energie za sekundu. Pro některé druhy výkonu se výkonové veličiny hledají obtížně, pokud daná forma výkonu nemá totální diferenciál.
V teoretické ekologii se pojmem tok uvažuje průběh materiálů, surovin, energií… z jejich zřídel k jejím výpustem, obnášející jejich zpracování, spotřebovávání, ukládání, rozdělování nebo slučování s jinými a přeměnu do jiné podoby.

## Uvažované toky
Tok má například podobu:
- skutečného fyzického toku těchto materiálů, obecněji se dá určit množstvím odčerpávání ze zřídel či rychlostí zaplňování výpustí. Ať už jsou vyjadřovány v jakýchkoli fyzických jednotkách (hmotnosti, objemu, …), všechny takové toky dovnitř i ven jsou vyjadřovány v těchže jednotkách stavu za jednotku času.
- výkonu složeného ze základních fyzikálních jednotek, například pohybu: rychlosti, otáček (jako protějšek síly, momentu);
- elektrotechnické toky: elektrický proud, magnetický tok (jako protějšky elektrického a magnetického napětí);
- a další.

### Fyzické vs. fyzikální toky
Jednosměrný tok hmoty je už sám o sobě výkonem, tokem energie.
Uzavřený volný oběh již rozpohybované vody, jako média nesoucího energii, ještě při vnějším pohledu na uzavřený systém neznamená tok energie: To by buď voda musela začít unikat, anebo by se například do jejího proudu musela postavit turbína, která by její energii převzala a konečně ji přenášela mimo systém, přes nějaké rozhraní, sledované.

## Fyzikální toky
Jedna fyzikální veličina, například tok, sama nemůže přenášet energii (výkon), může však přenášet informaci.
Ve fyzikálním pojetí výkonů může energie plynout liniově, po konečné trajektorii, z bodu do bodu, ze zřídla do nory. Naproti tomu jednotlivé zúčastněné fyzikální veličiny toků a úsilí společně musí utvářet uzavřenou kauzální smyčku, například obvod: Každý zdroj energie má totiž svůj kauzální charakter, poskytuje a nutí do okolí jednu kaukální veličinu. Okolní systém na tuto reaguje druhou výkonovou veličinou z páru, ta se kauzálně vrací ke zdroji a zpětně ho ovlivňuje.
Jedna kauzální veličina může být pro jednu formu výkonu v některé situaci v roli toku, v jiném případě zas v roli úsilí: Ke změnám kauzalit může docházet na rozhraních systémů, kde se jedna forma výkonu mění na jinou. Transformátory výkonu kauzalitu zachovávají, gyrátory ji obracejí.

## Fyzické toky
Toky v ekologii či v prostředí jsou například:
- počet narozených a zemřelých za rok,
- kapitálové investice za rok,
- znečištění emitované a absorbované za jednotku času nebo třeba
- spotřeba neobnovitelných surovin za rok.

Hmotný tok je omezen kapacitami jeho zřídla a jeho výpusti. Tok vyšší než minimum z těchto kapacit není dlouhodobě udržitelný. Tok u konkrétních materiálů se dá většinou účinně omezit snížením produkce odpadů, zvýšením efektivity a kvality výrobků atp. Zvýšení doby, po který je výrobek (například mobilní telefon) používán, na dvojnásobek dokáže snížit tok materiálu, z kterého je vyráběn, na polovinu. To se však ne vždy shoduje se strategiemi výrobce.